# Gioiosa Marea
Gioiosa Marea – miejscowość i gmina we Włoszech, w regionie Sycylia, w prowincji Mesyna.
Według danych na rok 2004 gminę zamieszkiwało 7199 osób, 276,9 os./km².